# Augusto Giomo
Augusto Giomo, né le 3 février 1940 à Trévise (Italie) et mort le 27 janvier 2016 dans la même ville, est un joueur et entraîneur italien de basket-ball. Il est le frère de Giorgio Giomo.

## Palmarès
- Champion d'Italie 1960